# Буковић (Бенковац)
Буковић је насељено мјесто у Равним Котарима, у сјеверној Далмацији. Припада граду Бенковцу, у Задарској жупанији, Република Хрватска.

## Географија
Налази се на километар источно од Бенковца.

## Историја
Буковић је, као и остатак бенковачког краја, био у саставу Републике Српске Крајине од 1991. до 1995. године, након чега је у хрватској војној акцији „Олуја” етнички очишћен, да би напуштено село затим дјелимично населили Хрвати избјегли из БиХ.

## Становништво
По попису из 2001. године, Буковић је имао 323 становника, од тога 252 Хрвата и 64 Срба. Десет година раније, по попису становништва из 1991. године, Буковић је имао 904 становника, од тога 895 Срба, 1 Југословен и 8 осталих. Буковић је према попису становништва из 2011. године имао 526 становника.
| Националност       | 2001. | 1991. | 1981. | 1971. | 1961. |
| Срби               | 64    | 895   | 779   | 913   | 1.011 |
| Хрвати             | 252   |       | 2     | 3     | 8     |
| Југословени        | ―     | 1     | 47    | 1     |       |
| Црногорци          |       |       | 1     |       |       |
| остали и непознато | 7     | 8     | 11    | 1     |       |
| Укупно             | 323   | 904   | 840   | 918   | 1.019 |

| Демографија | Демографија | Демографија |
| Година      | Становника  | Становника  |
| ----------- | ----------- | ----------- |
| 1961.       | 1.019       |             |
| 1971.       | 918         |             |
| 1981.       | 840         |             |
| 1991.       | 904         |             |
| 2001.       | 323         |             |
| 2011.       |             | 526         |

## Попис 1991.
На попису становништва 1991. године, насељено место Буковић је имало 904 становника, следећег националног састава:
| Попис 1991.‍  | Попис 1991.‍  | Попис 1991.‍ | Попис 1991.‍ | Попис 1991.‍ |
| ------------ | ------------ | ----------- | ----------- | ----------- |
|              |              |             |             |             |
| Срби         | Срби         |             | 895         | 99,00%      |
| Македонци    | Македонци    |             | 2           | 0,22%       |
| Југословени  | Југословени  |             | 1           | 0,11%       |
| неопредељени | неопредељени |             | 1           | 0,11%       |
| регион. опр. | регион. опр. |             | 1           | 0,11%       |
| непознато    | непознато    |             | 4           | 0,44%       |
| укупно: 904  |              |             |             |             |

## Презимена
Презимена из Буковића су:
| - Богуновић — Православци, славе Св. Јована - Витас — Православци, славе Ђурђевдан - Вишић — Православци, славе Ђурђевдан - Воларевић — Православци, славе Ђурђевдан - Врцељ — Православци, славе Св. Стефана Дечанског и Св. Николу - Вукадиновић — Православци, славе Св. Николу - Граић — Православци, славе Св. Николу - Драча — Православци, славе Св. Стефана - Илић — Православци, славе Ђурђевдан - Јокић — Православци, славе Ђурђевдан - Кошевић — Православци, славе Ђурђевдан - Крекић — Православци, славе Ђурђевдан - Кресовић — Православци, славе Ђурђевдан | - Мандић — Православци, славе Св. Јована - Мијак — Православци, славе Св. Николу - Мимић — Православци, славе Св. Николу - Радак — Православци, славе Св. Николу - Ракић — Православци, славе Св. Николу - Релић — Православци, славе Св. Стефана - Рњак — Православци, славе Св. Николу - Рстић — Православци, славе Ђурђевдан - Савић – Православци, славе Св. Николу - Тршић — Православци, славе Св. Николу - Ћалић — Православци, славе Св. Јована - Ћосо — Православци, славе Св. Архангела Михаила - Штулић — Православци, славе Св. Николу |